# .50 Action Express
.50 Action Express (tudi .50 AE ali 12,7×33) je močan pištolski naboj, ki ga je leta 1988 razvil Evan Whilden iz ameriškega orožarskega podjetja Action Arms, osnovni namen pa je športno streljanje in lov. 
Tulec naboja ima na dnu premer .547 inča (13,9 mm), spodnji obroč ima enak premer, kot ga ima naboj .44 Magnum, enaka pa je tudi dolžina tulca, ki znaša 1.285" (33 mm). Mere so enake iz praktičnega razloga, da so lahko uporabniki, ki so že imeli Desert Eagle v kalibru .44 magnum, lahko le z zamenjavo cevi uporabljali novi naboj. Sprva so sicer v podjetju nameravali uporabiti krogle s premerom .510 inča (kot pri naboju .50 BMG), poligonalna cev, za katero so se odločili pri Desert Eaglu pa je zahtevala drugačno rešitev, zaradi česar so premer zmanjšali na sedanjega pol inča.

## Specifikacije
Trenutno (2007) je strelivo .50 AE na voljo samo v dveh tovarniških polnitvah. To strelivo polnita le IMI (Samson) in Speer/CCI.
Merjeno na 152 mm cevi ima 21 gramska (325 gr) krogla začetno hitrost med 425 in 453 m/s ter kinetično energijo med 1,897 in 2,207 J. 

## Pištole v kalibru .50 AE
- Desert Eagle
- AMT AutoMag V
- LAR Grizzly
- Freedom Arms model 555
- Magnum Research BFR